# División Intermedia 2018
El campeonato de la División Intermedia 2018, denominado "Centenario del Club General Caballero ZC", fue la 101.ª edición de un campeonato de Segunda División y la 22ª edición de la División Intermedia, desde la creación de la misma en 1997. Es organizado por la Asociación Paraguaya de Fútbol, inició el 18 de marzo de 2018 y contó con la participación de 16 clubes. Los actos inaugurales se realizaron en el estadio Gunther Vogel del club Sportivo San Lorenzo cuando este recibió al club River Plate. El resultado del encuentro inaugural fue un empate a 2 goles.
Los equipos nuevos en la categoría son los ascendidos Sportivo 2 de Mayo de Pedro Juan Caballero, campeón de la Primera División B Nacional; R.I. 3 Corrales de Ciudad del Este, subcampeón de la Primera División B Nacional y ganador del repechaje por el ascenso contra el subcampeón de la Primera División B; y el club Sportivo San Lorenzo campeón de la Primera División B. Así también los clubes Sportivo Trinidense y Rubio Ñu descendidos de la Primera División.
El club River Plate se consagró campeón y logró el ascenso en la última fecha del campeonato, pese a haber liderado gran parte del campeonato la tabla de posiciones. San Lorenzo logró el segundo cupo de ascenso en un partido extra  y por la vía de los penales contra el club Fernando de la Mora equipo con el cual al final de las 30 fechas del campeonato había igualado en puntos. Al otro extremo el club Martín Ledesma perdió la categoría en la fecha 27, mientras en la última fecha descendieron los clubes Liberación y General Caballero ZC.

## Sistema de competición
Se mantiene al igual que en los últimos años el formato de tipo liga, es decir todos contra todos a partidos de ida y vuelta. Cuenta con dos rondas compuestas por quince jornadas cada una con localía invertida. Se consagrará campeón el club que sume la mayor cantidad de puntos al cabo de las 30 fechas. En caso de producirse igualdad en puntaje entre dos clubes (por el campeonato, el ascenso o el descenso), para definir posiciones se debe recurrir a un partido extra. Si son más de dos clubes, se resuelve según los siguientes parámetros:
1) saldo de goles;
2) mayor cantidad de goles marcados;
3) mayor cantidad de goles marcados en condición de visitante;
4) sorteo.

## Ascensos y descensos
| Pos | Ascendidos a Primera División |
| --- | ----------------------------- |
| 1º  | 3 de Febrero CDE              |
| 2º  | Deportivo Santaní             |

| Pos | Descendidos a Primera División B Nacional |
| --- | ----------------------------------------- |
| 14º | 22 de Setiembre FBC                       |
| 15º | Caacupé FBC                               |

| Pos | Descendidos a Primera División B |
| --- | -------------------------------- |
| 16º | Olimpia de Itá                   |

| Pos | Descendidos de la Primera División |
| --- | ---------------------------------- |
| 11º | Rubio Ñu                           |
| 12º | Sportivo Trinidense                |

| Pos | Ascendido de la Primera División B Nacional |
| --- | ------------------------------------------- |
| 1º  | Sportivo 2 de Mayo                          |
| 2º  | R.I. 3 Corrales                             |

| Pos | Ascendidos de la Primera División B |
| --- | ----------------------------------- |
| 1º  | Sportivo San Lorenzo                |

## Producto de la clasificación
- El torneo consagrará al campeón número 22.° en la historia de la División Intermedia (desde su creación en 1997) y al 101.er ganador de la Segunda División.

- El campeón y subcampeón del torneo, ascenderán directamente a la Primera División.

- Los clubes que finalicen en las tres últimas posiciones en la tabla de promedios descenderán, los clubes que se encuentren como máximo a 50 km de Asunción descienden a la Primera División B y los clubes del interior a la Primera División B Nacional.

## Distribución geográfica de los clubes
| Región                      | N.º | Equipos                                                                                     |
| --------------------------- | --- | ------------------------------------------------------------------------------------------- |
| Distrito Capital            | 6   | General Caballero ZC, River Plate, Resistencia, Fernando de la Mora, Rubio Ñu y Trinidense. |
| Departamento Central        | 4   | Martín Ledesma (Capiatá), Fulgencio Yegros (Ñemby), Iteño (Itá) y San Lorenzo.              |
| Departamento de Caaguazú    | 2   | Caaguazú y Ovetense (Coronel Oviedo).                                                       |
| Departamento de San Pedro   | 1   | Liberación.                                                                                 |
| Departamento Amambay        | 1   | 2 de Mayo (Pedro Juan Caballero).                                                           |
| Departamento de Alto Paraná | 1   | R.I. 3 Corrales (Ciudad del Este).                                                          |
| Departamento de Guairá      | 1   | Guaireña (Villarrica).                                                                      |

## Equipos participantes
| Club                 | Fundación                | Ciudad               | Entrenador          | Estadio                 | Capacidad |
| -------------------- | ------------------------ | -------------------- | ------------------- | ----------------------- | --------- |
| 2 de Mayo            | 6 de diciembre de 1935   | Pedro Juan Caballero | Carlos Jara Saguier | Río Parapití            | 25 000    |
| 3 Corrales           | 29 de septiembre de 1980 | Ciudad del Este      | Arístides Rojas     | R.I. 3 Corrales         | 3000      |
| Caaguazú             | 16 de septiembre de 2008 | Caaguazú             | Silvino Pereira     | Federico Llamosas       | 7000      |
| Fernando de la Mora  | 25 de diciembre de 1925  | Asunción             | José Arrúa          | Emiliano Ghezzi         | 6000      |
| Fulgencio Yegros     | 14 de mayo de 1924       | Ñemby                | Ricardo Torresi     | Parque Fulgencio Yegros | 1000      |
| General Caballero ZC | 6 de septiembre de 1918  | Asunción             | Mauro Caballero     | Hugo Bogado Vaceque     | 5000      |
| Guaireña             | 28 de marzo de 2016      | Villarrica           | Troadio Duarte      | Parque del Guairá       | 12 000    |
| Iteño                | 1 de junio de 1924       | Itá                  | Humberto Ovelar     | Salvador Morga          | 4500      |
| Liberación           | 21 de agosto de 2014     | Liberación           | Edgar Denis         | Atanacio Villagra       | 2400      |
| Martín Ledesma       | 22 de septiembre de 1914 | Capiatá              | Richart Báez        | Enrique Soler           | 5000      |
| Ovetense FC          | 5 de noviembre de 2015   | Coronel Oviedo       | Daniel Lanata       | Ovetenses Unidos        | 10 000    |
| Resistencia          | 27 de diciembre de 1917  | Asunción             | Ángel Martínez      | Tomás Beggan Correa     | 3500      |
| River Plate          | 15 de enero de 1911      | Asunción             | Daniel Farrar       | Jardines del Kelito     | 6500      |
| Rubio Ñu             | 24 de agosto de 1913     | Asunción             | Juan Sosa           | La Arboleda             | 8000      |
| San Lorenzo          | 17 de abril de 1930      | San Lorenzo          | Sergio Órteman      | Gunther Vogel           | 5000      |
| Trinidense           | 11 de agosto de 1935     | Asunción             | Gabino Román        | Martín Torres           | 3000      |

## Clasificación
- Actualizado el 30 de septiembre de 2018.

| Pos | Equipo                  | PJ | PG | PE | PP | GF | GC | DG  | PTS |
| --- | ----------------------- | -- | -- | -- | -- | -- | -- | --- | --- |
| 1.  | River Plate             | 30 | 16 | 7  | 7  | 41 | 26 | 15  | 55  |
| 2.  | San Lorenzo             | 30 | 14 | 9  | 7  | 47 | 30 | 17  | 51  |
| 3.  | Fernando de la Mora     | 30 | 14 | 9  | 7  | 41 | 28 | 13  | 51  |
| 4.  | Guaireña                | 30 | 13 | 11 | 6  | 38 | 23 | 15  | 50  |
| 5.  | 2 de Mayo               | 30 | 12 | 10 | 8  | 48 | 41 | 7   | 46  |
| 6.  | Rubio Ñu                | 30 | 12 | 8  | 10 | 40 | 38 | 2   | 44  |
| 7.  | Fulgencio Yegros(**)    | 30 | 13 | 5  | 12 | 33 | 37 | -4  | 41  |
| 8.  | Resistencia(*)          | 30 | 11 | 7  | 12 | 32 | 33 | -1  | 40  |
| 9.  | Liberación              | 30 | 11 | 6  | 13 | 36 | 44 | -8  | 39  |
| 10. | Trinidense              | 30 | 10 | 8  | 12 | 34 | 30 | 4   | 38  |
| 11. | 3 Corrales              | 30 | 9  | 10 | 11 | 39 | 44 | -5  | 37  |
| 12. | Ovetense FC             | 30 | 9  | 9  | 12 | 29 | 35 | -6  | 36  |
| 13. | General Caballero ZC(*) | 30 | 9  | 8  | 13 | 39 | 46 | -7  | 35  |
| 14. | Iteño                   | 30 | 7  | 13 | 10 | 35 | 41 | -6  | 34  |
| 15. | Caaguazú(**)            | 30 | 6  | 12 | 12 | 32 | 44 | -12 | 33  |
| 16. | Martín Ledesma          | 30 | 5  | 6  | 19 | 25 | 49 | -24 | 21  |

 Pos=Posición; PJ=Partidos jugados; PG=Partidos ganados; PE=Partidos empatados; PP=Partidos perdidos; Pts=Puntos 

 GF=Goles a favor; GC=Goles en contra; DG=Diferencia de gol
(*) Resistencia ganó por W.O. (3-0) a General Caballero ZC el partido de la fecha 5.

(**) Caaguazú ganó una protesta (+3 puntos) al club  Fulgencio Yegros (-3 puntos) por el partido de la fecha 8. Los 2 goles convertidos por Fulgencio Yegros no son tenidos en cuenta para la tabla.
|  | Ascendidos a Primera División. |

### Repechaje por el subcampeonato
San Lorenzo y Fernando de la Mora al terminar con la misma cantidad de puntos debieron disputar un partido de desempate por el subcampeonato y el ascenso a la Primera División, que finalmente fue ganado por el primero.
| 29 de septiembre de 2018, 17:45 | San Lorenzo | 0:0 (6:5 p.)               | Fernando de la Mora                                                                                             | Estadio General Adrián Jara, Luque                       |                                                          |
|                                 | | Reporte                    | | Asistencia: 2750 espectadores Árbitro(s): Julio Quintana | Asistencia: 2750 espectadores Árbitro(s): Julio Quintana |
|                                 | | Tiros desde el punto penal | |                                                          |                                                          |
|                                 | Álex Cáceres · Diego Valdez · Osvaldo Romero · Jonathan Ruiz · Manuel Maciel · Orlando Gallardo · Arnaldo Pereira |                            | Carlos Silva · Mílver Aquino · Julio López · Rodrigo Cantero · Fredy Ayala · Junior Insfrán · Cristhian Riveros |                                                          |                                                          |

## Puntaje promedio
El promedio de puntos de un club es el cociente que se obtiene de la división de su puntaje acumulado en las últimas tres temporadas en la división, por la cantidad de partidos que haya jugado durante dicho período. Este determina, al final de cada temporada, el descenso de los equipos que acaben en los tres últimos lugares de la tabla. Clubes de Asunción o de ciudades que se encuentren a menos de 50 km de la capital descienden a la Primera División B. En tanto que equipos del resto del país descienden al Primera División B Nacional. Para esta temporada se promediarán los puntajes acumulados de la temporada 2016, 2017, además de los puntos de la presente. En caso de empate de cociente para determinar a los equipos por descender, si el empate se da entre dos clubes se juega partido extra, si el empate es entre más de dos clubes se tiene en cuenta la diferencia de gol en primera instancia, luego goles a favor para determinar a los descendidos.
- Actualizado el 23 de septiembre de 2018.

| Pos | Club                 | Prom  | PT  | PJ | 2016 | 2017 | 2018 |
| --- | -------------------- | ----- | --- | -- | ---- | ---- | ---- |
| 1º  | San Lorenzo          | 1,700 | 51  | 30 | -    | -    | 51   |
| 2º  | River Plate          | 1,550 | 93  | 60 | -    | 38   | 55   |
| 3º  | 2 de Mayo            | 1,533 | 46  | 30 | -    | -    | 46   |
| 4º  | Guaireña FC          | 1,500 | 90  | 60 | -    | 40   | 50   |
| 5º  | Resistencia          | 1,500 | 135 | 90 | 48   | 47   | 40   |
| 6º  | Rubio Ñu             | 1,466 | 44  | 30 | -    | -    | 44   |
| 7º  | Fulgencio Yegros     | 1,444 | 130 | 90 | 40   | 49   | 41   |
| 8º  | Fernando de la Mora  | 1,411 | 127 | 90 | 41   | 35   | 51   |
| 9º  | Deportivo Caaguazú   | 1,300 | 117 | 90 | 43   | 41   | 33   |
| 10º | Ovetense FC          | 1,288 | 116 | 90 | 38   | 42   | 36   |
| 11º | Sportivo Iteño       | 1,277 | 115 | 90 | 42   | 39   | 34   |
| 12º | Trinidense           | 1,266 | 38  | 30 | -    | -    | 38   |
| 13º | 3 Corrales           | 1,233 | 37  | 30 | -    | -    | 37   |
| 14º | Liberación           | 1,222 | 110 | 90 | 28   | 43   | 39   |
| 15º | General Caballero ZC | 1,216 | 73  | 60 | -    | 38   | 35   |
| 16º | Martin Ledesma       | 1,033 | 62  | 60 | -    | 41   | 21   |

 Pos=Posición; Prom=Promedio; PT=Puntaje total; PJ=Partidos jugados
|  | Descendido a Primera División B Nacional |

|  | Descendidos a Primera División B |

## Campeón
|                       |
| River Plate 4º título |

## Resultados
El horario de los partidos corresponde al empleado en Paraguay: estándar (UTC-4) y horario de verano (UTC-3).
| San Lorenzo      | 2 - 2 | River Plate          | Gunther Vogel       | 18 de marzo | 09:30 |
| Trinidense       | 2 - 0 | 2 de Mayo            | Martín Torres       | 18 de marzo | 10:00 |
| Liberación       | 1 - 0 | Rubio Ñu             | Atanacio Villagra   | 18 de marzo | 16:30 |
| Guaireña         | 2 - 2 | Martín Ledesma       | Parque del Guairá   | 18 de marzo | 16:30 |
| Caaguazú         | 3 - 3 | Iteño                | Federico Llamosas   | 18 de marzo | 16:30 |
| Fulgencio Yegros | 1 - 3 | General Caballero ZC | Ypané               | 18 de marzo | 16:30 |
| Resistencia      | 1 - 2 | 3 Corrales           | Tomás Beggan Correa | 18 de marzo | 17:00 |
| Ovetense         | 1 - 1 | Fernando de la Mora  | Ovetenses Unidos    | 18 de marzo | 17:00 |

| San Lorenzo          | 2 - 1 | Liberación       | Gunther Vogel       | 23 de marzo | 19:00 |
| River Plate          | 2 - 0 | Ovetense         | Jardines del Kelito | 24 de marzo | 17:00 |
| General Caballero ZC | 2 - 0 | Trinidense       | Hugo Bogado Vaceque | 25 de marzo | 9:30  |
| Martín Ledesma       | 0 - 0 | Resistencia      | Enrique Soler       | 25 de marzo | 10:00 |
| Fernando de la Mora  | 2 - 1 | Fulgencio Yegros | Emiliano Ghezzi     | 25 de marzo | 16:00 |
| 2 de Mayo            | 1 - 1 | Caaguazú         | Río Parapití        | 25 de marzo | 16:00 |
| Iteño                | 0 - 0 | Guaireña         | Salvador Morga      | 25 de marzo | 16:00 |
| 3 Corrales           | 1 - 2 | Rubio Ñu         | Antonio Aranda      | 25 de marzo | 16:00 |

| Trinidense       | 0 - 1 | Fernando de la Mora  | Martín Torres       | 31 de marzo | 10:00 |
| Rubio Ñu         | 1 - 1 | Martín Ledesma       | La Arboleda         | 1 de abril  | 9:30  |
| Guaireña         | 3 - 1 | 2 de Mayo            | Parque del Guairá   | 1 de abril  | 15:00 |
| Caaguazú         | 0 - 0 | General Caballero ZC | Federico Llamosas   | 1 de abril  | 15:00 |
| Ovetense         | 1 - 1 | San Lorenzo          | Ovetenses Unidos    | 1 de abril  | 15:00 |
| Liberación       | 1 - 1 | 3 Corrales           | Atanacio Villagra   | 1 de abril  | 15:15 |
| Resistencia      | 4 - 0 | Iteño                | Tomás Beggan Correa | 1 de abril  | 15:30 |
| Fulgencio Yegros | 0 - 1 | River Plate          | Ypané               | 1 de abril  | 15:30 |

| Fernando de la Mora  | 1 - 2 | Caaguazú         | Emiliano Ghezzi     | 7 de abril | 9:30  |
| River Plate          | 2 - 0 | Trinidense       | Jardines del Kelito | 7 de abril | 15:00 |
| San Lorenzo          | 0 - 0 | Fulgencio Yegros | Gunther Vogel       | 7 de abril | 17:00 |
| Martín Ledesma       | 4 - 1 | 3 Corrales       | Enrique Soler       | 8 de abril | 10:00 |
| General Caballero ZC | 1 - 1 | Guaireña         | Hugo Bogado Vaceque | 8 de abril | 15:30 |
| Ovetense             | 0 - 2 | Liberación       | Ovetenses Unidos    | 8 de abril | 15:30 |
| Iteño                | 1 - 2 | Rubio Ñu         | Salvador Morga      | 8 de abril | 15:45 |
| 2 de Mayo            | 3 - 1 | Resistencia      | Río Parapití        | 8 de abril | 16:00 |

| Rubio Ñu         | 1 - 1     | 2 de Mayo            | La Arboleda         | 13 de abril | 19:00       |
| 3 Corrales       | 1 - 1     | Iteño                | Federico Llamosas   | 14 de abril | 15:30       |
| Trinidense       | 0 - 2     | San Lorenzo          | Martín Torres       | 15 de abril | 9:30        |
| Liberación       | 1 - 2     | Martín Ledesma       | Atanacio Villagra   | 15 de abril | 15:30       |
| Guaireña         | 1 - 1     | Fernando de la Mora  | Parque del Guairá   | 15 de abril | 15:30       |
| Caaguazú         | 2 - 1     | River Plate          | Federico Llamosas   | 15 de abril | 15:30       |
| Fulgencio Yegros | 1 - 0     | Ovetense             | Ypané               | 15 de abril | 15:30       |
| Resistencia      | 3 - 0W.O. | General Caballero ZC | Tomás Beggan Correa | 15 de abril | No se jugó. |

| San Lorenzo          | 5 - 1 | Caaguazú       | Gunther Vogel       | 20 de abril | 18:30 |
| 2 de Mayo            | 2 - 1 | 3 Corrales     | Río Parapití        | 20 de abril | 19:30 |
| General Caballero ZC | 4 - 0 | Rubio Ñu       | Hugo Bogado Vaceque | 21 de abril | 9:30  |
| River Plate          | 3 - 1 | Guaireña       | Jardines del Kelito | 21 de abril | 9:30  |
| Fulgencio Yegros     | 1 - 0 | Liberación     | Ypané               | 21 de abril | 15:30 |
| Ovetense             | 1 - 0 | Trinidense     | Ovetenses Unidos    | 21 de abril | 15:30 |
| Fernando de la Mora  | 0 - 0 | Resistencia    | Emiliano Ghezzi     | 21 de abril | 15:30 |
| Iteño                | 1 - 1 | Martín Ledesma | Salvador Morga      | 21 de abril | 15:30 |

| Rubio Ñu       | 3 - 2 | Fernando de la Mora  | La Arboleda         | 27 de abril | 16:00 |
| Trinidense     | 1 - 2 | Fulgencio Yegros     | Martín Torres       | 27 de abril | 19:00 |
| 3 Corrales     | 1 - 0 | General Caballero ZC | R.I. 3 Corrales     | 28 de abril | 15:30 |
| Resistencia    | 0 - 3 | River Plate          | Tomás Beggan Correa | 28 de abril | 15:30 |
| Guaireña       | 1 - 0 | San Lorenzo          | Parque del Guairá   | 28 de abril | 15:30 |
| Martín Ledesma | 1 - 3 | 2 de Mayo            | Enrique Soler       | 29 de abril | 9:30  |
| Liberación     | 3 - 4 | Iteño                | Atanacio Villagra   | 29 de abril | 15:15 |
| Caaguazú       | 2 - 0 | Ovetense             | Federico Llamosas   | 29 de abril | 15:30 |

| Fulgencio Yegros     | 2 - 1 | Caaguazú       | Ypané               | 2 de mayo | 15:15 |
| Ovetense             | 1 - 1 | Guaireña       | Ovetenses Unidos    | 2 de mayo | 15:30 |
| River Plate          | 1 - 0 | Rubio Ñu       | Jardines del Kelito | 2 de mayo | 15:30 |
| Fernando de la Mora  | 3 - 1 | 3 Corrales     | Emiliano Ghezzi     | 2 de mayo | 15:30 |
| General Caballero ZC | 3 - 1 | Martín Ledesma | Hugo Bogado Vaceque | 2 de mayo | 15:30 |
| San Lorenzo          | 3 - 0 | Resistencia    | Gunther Vogel       | 2 de mayo | 18:30 |
| Trinidense           | 0 - 1 | Liberación     | Martín Torres       | 2 de mayo | 19:00 |
| 2 de Mayo            | 4 - 3 | Iteño          | Río Parapití        | 2 de mayo | 19:30 |

| Rubio Ñu       | 0 - 1 | San Lorenzo          | La Arboleda         | 6 de mayo | 9:30  |
| Liberación     | 1 - 1 | 2 de Mayo            | Atanacio Villagra   | 6 de mayo | 15:15 |
| Iteño          | 2 - 1 | General Caballero ZC | Salvador Morga      | 6 de mayo | 15:15 |
| Martín Ledesma | 0 - 3 | Fernando de la Mora  | Enrique Soler       | 6 de mayo | 15:15 |
| Guaireña       | 0 - 2 | Fulgencio Yegros     | Parque del Guairá   | 6 de mayo | 15:15 |
| Caaguazú       | 2 - 3 | Trinidense           | Federico Llamosas   | 6 de mayo | 15:15 |
| 3 Corrales     | 1 - 1 | River Plate          | R.I. 3 Corrales     | 6 de mayo | 15:30 |
| Resistencia    | 1 - 0 | Ovetense             | Tomás Beggan Correa | 6 de mayo | 15:30 |

| Fulgencio Yegros     | 1 - 2 | Resistencia    | Ypané               | 11 de mayo | 15:15 |
| Trinidense           | 3 - 1 | Guaireña       | Martín Torres       | 11 de mayo | 19:00 |
| General Caballero ZC | 3 - 1 | 2 de Mayo      | Hugo Bogado Vaceque | 12 de mayo | 9:30  |
| River Plate          | 0 - 3 | Martín Ledesma | Jardines del Kelito | 12 de mayo | 15:15 |
| San Lorenzo          | 2 - 3 | 3 Corrales     | Gunther Vogel       | 13 de mayo | 9:30  |
| Fernando de la Mora  | 0 - 0 | Iteño          | Emiliano Ghezzi     | 13 de mayo | 9:30  |
| Caaguazú             | 0 - 2 | Liberación     | Federico Llamosas   | 13 de mayo | 15:15 |
| Ovetense             | 0 - 0 | Rubio Ñu       | Ovetenses Unidos    | 13 de mayo | 15:15 |

| Resistencia    | 1 - 0 | Trinidense           | Tomás Beggan Correa | 19 de mayo | 15:15 |
| Martín Ledesma | 1 - 2 | San Lorenzo          | Enrique Soler       | 20 de mayo | 9:30  |
| Iteño          | 0 - 0 | River Plate          | Salvador Morga      | 20 de mayo | 15:00 |
| Liberación     | 0 - 1 | General Caballero ZC | Atanacio Villagra   | 20 de mayo | 15:00 |
| 3 Corrales     | 1 - 0 | Ovetense             | Antonio Aranda      | 20 de mayo | 15:00 |
| Guaireña       | 2 - 1 | Caaguazú             | Parque del Guairá   | 20 de mayo | 15:00 |
| 2 de Mayo      | 2 - 2 | Fernando de la Mora  | Río Parapití        | 20 de mayo | 15:30 |
| Rubio Ñu       | 2 - 3 | Fulgencio Yegros     | La Arboleda         | 20 de mayo | 16:00 |

| Ovetense            | 1 - 0 | Martín Ledesma       | Ovetenses Unidos    | 25 de mayo | 15:00 |
| Trinidense          | 2 - 1 | Rubio Ñu             | Martín Torres       | 25 de mayo | 18:30 |
| Fernando de la Mora | 0 - 1 | General Caballero ZC | Emiliano Ghezzi     | 26 de mayo | 9:30  |
| River Plate         | 2 - 0 | 2 de Mayo            | Jardines del Kelito | 26 de mayo | 15:00 |
| San Lorenzo         | 0 - 0 | Iteño                | Gunther Vogel       | 26 de mayo | 18:30 |
| Guaireña            | 4 - 0 | Liberación           | Parque del Guairá   | 27 de mayo | 15:00 |
| Caaguazú            | 1 - 1 | Resistencia          | Federico Llamosas   | 27 de mayo | 15:00 |
| Fulgencio Yegros    | 0 - 0 | 3 Corrales           | Ypané               | 27 de mayo | 15:00 |

| General Caballero ZC | 0 - 1 | River Plate         | Hugo Bogado Vaceque | 2 de junio     | 9:30          |
| Martín Ledesma       | 1 - 2 | Fulgencio Yegros    | Enrique Soler       | 2 de junio     | 15:00         |
| Rubio Ñu             | 1 - 2 | Caaguazú            | La Arboleda         | 2 de junio     | 15:00         |
| Resistencia          | 0 - 0 | Guaireña            | Tomás Beggan Correa | 2 de junio     | 15:00         |
| Liberación           | 1 - 0 | Fernando de la Mora | Atanacio Villagra   | 3 de junio     | 15:00         |
| Iteño                | 1 - 1 | Ovetense            | Salvador Morga      | 3 de junio     | 15:00         |
| 3 Corrales           | 1 - 0 | Trinidense          | R.I. 3 Corrales     | 3 de junio     | 15:00         |
| 2 de Mayo            | 1 - 0 | San Lorenzo         | Río Parapití        | 3 y 4 de junio | 15:30 y 10:00 |

| Trinidense       | 3 - 1 | Martín Ledesma       | Martín Torres       | 8 de junio  | 18:30 |
| San Lorenzo      | 3 - 2 | General Caballero ZC | Gunther Vogel       | 9 de junio  | 9:30  |
| River Plate      | 1 - 2 | Fernando de la Mora  | Jardines del Kelito | 9 de junio  | 15:00 |
| Ovetense         | 2 - 2 | 2 de Mayo            | Ovetenses Unidos    | 9 de junio  | 15:00 |
| Fulgencio Yegros | 3 - 2 | Iteño                | Ypané               | 9 de junio  | 15:00 |
| Resistencia      | 3 - 0 | Liberación           | Tomás Beggan Correa | 10 de junio | 15:00 |
| Guaireña         | 0 - 1 | Rubio Ñu             | Parque del Guairá   | 10 de junio | 15:00 |
| Caaguazú         | 1 - 2 | 3 Corrales           | Federico Llamosas   | 10 de junio | 15:00 |

| General Caballero ZC | 1 - 1 | Ovetense         | Hugo Bogado Vaceque | 15 de junio | 15:00 |
| Martín Ledesma       | 2 - 1 | Caaguazú         | Enrique Soler       | 15 de junio | 15:00 |
| Iteño                | 0 - 0 | Trinidense       | Salvador Morga      | 16 de junio | 15:00 |
| Rubio Ñu             | 2 - 0 | Resistencia      | La Arboleda         | 16 de junio | 15:00 |
| 2 de Mayo            | 1 - 0 | Fulgencio Yegros | Río Parapití        | 16 de junio | 17:00 |
| Fernando de la Mora  | 0 - 0 | San Lorenzo      | Emiliano Ghezzi     | 17 de junio | 9:30  |
| 3 Corrales           | 1 - 0 | Guaireña         | Federico Llamosas   | 17 de junio | 14:45 |
| Liberación           | 1 - 6 | River Plate      | Atanacio Villagra   | 17 de junio | 15:00 |

| Martín Ledesma       | 0 - 1 | Guaireña         | Enrique Soler       | 22 de junio | 15:00 |
| Fernando de la Mora  | 4 - 2 | Ovetense         | Emiliano Ghezzi     | 23 de junio | 15:00 |
| River Plate          | 1 - 0 | San Lorenzo      | Jardines del Kelito | 24 de junio | 10:30 |
| 3 Corrales           | 1 - 1 | Resistencia      | Federico Llamosas   | 24 de junio | 14:45 |
| General Caballero ZC | 2 - 2 | Fulgencio Yegros | Hugo Bogado Vaceque | 24 de junio | 14:45 |
| Rubio Ñu             | 2 - 0 | Liberación       | La Arboleda         | 24 de junio | 15:00 |
| Iteño                | 1 - 1 | Caaguazú         | Salvador Morga      | 24 de junio | 15:00 |
| 2 de Mayo            | 1 - 1 | Trinidense       | Río Parapití        | 24 de junio | 15:30 |

| Trinidense       | 2 - 0 | General Caballero ZC | Martín Torres       | 29 y 30 de junio | 18:30 |
| Fulgencio Yegros | 0 - 2 | Fernando de la Mora  | Ypané               | 1 de julio       | 10:00 |
| Guaireña         | 2 - 0 | Iteño                | Parque del Guairá   | 1 de julio       | 14:45 |
| Liberación       | 1 - 2 | San Lorenzo          | Atanacio Villagra   | 1 de julio       | 15:00 |
| Ovetense         | 1 - 2 | River Plate          | Ovetenses Unidos    | 1 de julio       | 15:00 |
| Caaguazú         | 1 - 1 | 2 de Mayo            | Federico Llamosas   | 1 de julio       | 15:00 |
| Resistencia      | 3 - 0 | Martín Ledesma       | Tomás Beggan Correa | 1 de julio       | 15:00 |
| Rubio Ñu         | 0 - 0 | 3 Corrales           | La Arboleda         | 1 de julio       | 15:00 |

| Iteño                | 1 - 1 | Resistencia      | Salvador Morga      | 7 de julio | 9:30  |
| General Caballero ZC | 1 - 1 | Caaguazú         | Hugo Bogado Vaceque | 7 de julio | 9:30  |
| Fernando de la Mora  | 2 - 1 | Trinidense       | Emiliano Ghezzi     | 7 de julio | 15:00 |
| San Lorenzo          | 4 - 1 | Ovetense         | Gunther Vogel       | 7 de julio | 17:30 |
| River Plate          | 1 - 1 | Fulgencio Yegros | Jardines del Kelito | 8 de julio | 9:30  |
| 3 Corrales           | 4 - 1 | Liberación       | R.I. 3 Corrales     | 8 de julio | 14:45 |
| Martín Ledesma       | 0 - 3 | Rubio Ñu         | Enrique Soler       | 8 de julio | 14:45 |
| 2 de Mayo            | 1 - 2 | Guaireña         | Río Parapití        | 9 de julio | 10:00 |

| Guaireña         | 3 - 0 | General Caballero ZC | Parque del Guairá   | 14 de julio | 14:45 |
| Liberacion       | 2 - 1 | Ovetense             | Atanacio Villagra   | 14 de julio | 15:00 |
| Rubio Ñu         | 2 - 1 | Iteño                | La Arboleda         | 14 de julio | 15:00 |
| Caaguazú         | 1 - 1 | Fernando de la Mora  | Federico Llamosas   | 14 de julio | 15:00 |
| Fulgencio Yegros | 1 - 0 | San Lorenzo          | Ypané               | 15 de julio | 14:45 |
| 3 Corrales       | 0 - 0 | Martin Ledesma       | R.I. 3 Corrales     | 15 de julio | 14:45 |
| Resistencia      | 0 - 2 | 2 de Mayo            | Tomás Beggan Correa | 15 de julio | 14:45 |
| Trinidense       | 0 - 0 | River Plate          | Martin Torres       | 15 de julio | 15:00 |

| Ovetense             | 2 - 0 | Fulgencio Yegros | Ovetenses Unidos    | 20 de julio | 15:00 |
| Iteño                | 2 - 0 | 3 Corrales       | Salvador Morga      | 21 de julio | 9:30  |
| Fernando de la Mora  | 0 - 1 | Guaireña         | Emiliano Ghezzi     | 21 de julio | 15:00 |
| River Plate          | 1 - 0 | Caaguazú         | Jardines del Kelito | 21 de julio | 15:00 |
| San Lorenzo          | 1 - 1 | Trinidense       | Gunther Vogel       | 22 de julio | 9:30  |
| General Caballero ZC | 3 - 2 | Resistencia      | Hugo Bogado Vaceque | 22 de julio | 9:30  |
| Martín Ledesma       | 0 - 1 | Liberación       | Enrique Soler       | 22 de julio | 14:45 |
| 2 de Mayo            | 4 - 1 | Rubio Ñu         | Río Parapití        | 22 de julio | 15:00 |

| Trinidense     | 0 - 1 | Ovetense             | Martin Torres       | 27 de julio | 18:30 |
| Liberación     | 4 - 1 | Fulgencio Yegros     | Atanacio Villagra   | 28 de julio | 15:00 |
| Rubio Ñu       | 4 - 2 | General Caballero ZC | La Arboleda         | 28 de julio | 16:00 |
| Guaireña       | 3 - 0 | River Plate          | Parque del Guairá   | 29 de julio | 10:00 |
| Caaguazú       | 1 - 1 | San Lorenzo          | Federico Llamosas   | 29 de julio | 14:45 |
| 3 Corrales     | 1 - 3 | 2 de Mayo            | R.I. 3 Corrales     | 29 de julio | 14:45 |
| Resistencia    | 1 - 2 | Fernando de la Mora  | Tomás Beggan Correa | 29 de julio | 15:00 |
| Martín Ledesma | 1 - 1 | Iteño                | Enrique Soler       | 29 de julio | 15:00 |

| Fernando de la Mora  | 0 - 1 | Rubio Ñu       | Emiliano Ghezzi     | 3 de agosto | 15:00 |
| Fulgencio Yegros     | 3 - 2 | Trinidense     | Ypané               | 3 de agosto | 15:00 |
| Iteño                | 1 - 1 | Liberación     | Salvador Morga      | 4 de agosto | 9:30  |
| San Lorenzo          | 1 - 1 | Guaireña       | Gunther Vogel       | 4 de agosto | 10:00 |
| Ovetense             | 1 - 0 | Caaguazú       | Ovetenses Unidos    | 4 de agosto | 15:00 |
| General Caballero ZC | 3 - 3 | 3 Corrales     | Hugo Bogado Vaceque | 5 de agosto | 14:45 |
| River Plate          | 1 - 0 | Resistencia    | Jardines del Kelito | 5 de agosto | 15:00 |
| 2 de Mayo            | 2 - 0 | Martín Ledesma | Río Parapití        | 5 de agosto | 15:00 |

| Iteño          | 1 - 0 | 2 de Mayo            | Salvador Morga      | 8 de agosto  | 14:45 |
| Caaguazú       | 0 - 0 | Fulgencio Yegros     | Federico Llamosas   | 8 de agosto  | 14:45 |
| 3 Corrales     | 3 - 3 | Fernando de la Mora  | R.I. 3 Corrales     | 8 de agosto  | 14:45 |
| Martín Ledesma | 1 - 0 | General Caballero ZC | Enrique Soler       | 8 de agosto  | 15:00 |
| Rubio Ñu       | 0 - 0 | River Plate          | La Arboleda         | 8 de agosto  | 17:30 |
| Guaireña       | 0 - 0 | Ovetense             | Parque del Guairá   | 15 de agosto | 14:45 |
| Liberación     | 0 - 0 | Trinidense           | Atanacio Villagra   | 15 de agosto | 15:00 |
| Resistencia    | 3 - 1 | San Lorenzo          | Tomás Beggan Correa | 15 de agosto | 15:00 |

| Trinidense           | 3 - 0 | Caaguazú       | Martin Torres       | 11 de agosto | 16:00 |
| San Lorenzo          | 1 - 1 | Rubio Ñu       | Gunther Vogel       | 11 de agosto | 19:00 |
| Ovetense             | 0 - 1 | Resistencia    | Ovetenses Unidos    | 12 de agosto | 10:00 |
| River Plate          | 2 - 1 | 3 Corrales     | Jardines del Kelito | 12 de agosto | 10:00 |
| 2 de Mayo            | 2 - 2 | Liberación     | Río Parapití        | 12 de agosto | 15:00 |
| General Caballero ZC | 2 - 4 | Iteño          | Hugo Bogado Vaceque | 12 de agosto | 15:00 |
| Fernando de la Mora  | 2 - 0 | Martín Ledesma | Emiliano Ghezzi     | 12 de agosto | 15:00 |
| Fulgencio Yegros     | 0 - 2 | Guaireña       | Ypané               | 12 de agosto | 15:00 |

| 2 de Mayo      | 2 - 0 | General Caballero ZC | Río Parapití        | 17 de agosto | 19:00 |
| Martín Ledesma | 0 - 2 | River Plate          | Enrique Soler       | 18 de agosto | 10:00 |
| Iteño          | 0 - 1 | Fernando de la Mora  | Salvador Morga      | 18 de agosto | 10:00 |
| 3 Corrales     | 2 - 3 | San Lorenzo          | R.I. 3 Corrales     | 18 de agosto | 14:45 |
| Rubio Ñu       | 1 - 0 | Ovetense             | La Arboleda         | 18 de agosto | 16:30 |
| Guaireña       | 0 - 0 | Trinidense           | Parque del Guairá   | 19 de agosto | 10:00 |
| Resistencia    | 1 - 0 | Fulgencio Yegros     | Tomás Beggan Correa | 19 de agosto | 10:00 |
| Liberación     | 2 - 1 | Caaguazú             | Atanacio Villagra   | 19 de agosto | 15:00 |

| San Lorenzo          | 4 - 1 | Martín Ledesma | Gunther Vogel       | 24 de agosto | 18:00 |
| River Plate          | 0 - 1 | Iteño          | Jardines del Kelito | 25 de agosto | 10:00 |
| Ovetense             | 2 - 0 | 3 Corrales     | Ovetenses Unidos    | 25 de agosto | 15:00 |
| Trinidense           | 0 - 0 | Resistencia    | Martin Torres       | 25 de agosto | 16:00 |
| General Caballero ZC | 1 - 1 | Liberación     | Hugo Bogado Vaceque | 26 de agosto | 10:00 |
| Fernando de la Mora  | 0 - 0 | 2 de Mayo      | Emiliano Ghezzi     | 26 de agosto | 10:00 |
| Fulgencio Yegros     | 0 - 1 | Rubio Ñu       | Ypané               | 26 de agosto | 15:00 |
| Caaguazú             | 0 - 0 | Guaireña       | Federico Llamosas   | 26 de agosto | 15:00 |

| Rubio Ñu             | 4 - 4 | Trinidense          | La Arboleda         | 1 de septiembre | 10:00 |
| Resistencia          | 0 - 1 | Caaguazú            | Tomás Beggan Correa | 1 de septiembre | 15:00 |
| General Caballero ZC | 2 - 1 | Fernando de la Mora | Hugo Bogado Vaceque | 2 de septiembre | 10:00 |
| Liberación           | 3 - 1 | Guaireña            | Atanacio Villagra   | 2 de septiembre | 14:45 |
| Iteño                | 0 - 1 | San Lorenzo         | Salvador Morga      | 2 de septiembre | 14:45 |
| 2 de Mayo            | 3 - 1 | River Plate         | Río Parapití        | 2 de septiembre | 15:00 |
| Martín Ledesma       | 1 - 2 | Ovetense            | Enrique Soler       | 3 de septiembre | 13:10 |
| 3 Corrales           | 1 - 2 | Fulgencio Yegros    | R.I. 3 Corrales     | 5 de septiembre | 09:45 |

| Fernando de la Mora | 1 - 0 | Liberación           | Emiliano Ghezzi     | 9 de septiembre | 10:00 |
| River Plate         | 1 - 1 | General Caballero ZC | Jardines del Kelito | 9 de septiembre | 10:00 |
| San Lorenzo         | 2 - 1 | 2 de Mayo            | Gunther Vogel       | 9 de septiembre | 10:00 |
| Ovetense            | 3 - 2 | Iteño                | Ovetenses Unidos    | 9 de septiembre | 10:00 |
| Fulgencio Yegros    | 1 - 0 | Martín Ledesma       | Ypané               | 9 de septiembre | 10:00 |
| Trinidense          | 3 - 0 | 3 Corrales           | Martin Torres       | 9 de septiembre | 10:00 |
| Caaguazú            | 2 - 2 | Rubio Ñu             | Federico Llamosas   | 9 de septiembre | 10:00 |
| Guaireña            | 3 - 0 | Resistencia          | Parque del Guairá   | 9 de septiembre | 10:00 |

| Fernando de la Mora  | 2 - 1 | River Plate      | Emiliano Ghezzi     | 15 de septiembre | 10:00 |
| General Caballero ZC | 0 - 2 | San Lorenzo      | Hugo Bogado Vaceque | 15 de septiembre | 10:00 |
| Rubio Ñu             | 1 - 2 | Guaireña         | La Arboleda         | 15 de septiembre | 10:00 |
| 2 de Mayo            | 2 - 2 | Ovetense         | Río Parapití        | 15 de septiembre | 10:00 |
| Liberación           | 2 - 0 | Resistencia      | Atanacio Villagra   | 15 de septiembre | 10:00 |
| 3 Corrales           | 5 - 1 | Caaguazú         | Parque del Guairá   | 15 de septiembre | 10:00 |
| Martín Ledesma       | 0 - 1 | Trinidense       | Ricardo Gregor      | 15 de septiembre | 10:00 |
| Iteño                | 2 - 1 | Fulgencio Yegros | Salvador Morga      | 15 de septiembre | 10:00 |

| Resistencia      | 2 - 1 | Rubio Ñu             | Tomás Beggan Correa | 20 de septiembre | 15:00 |
| Fulgencio Yegros | 4 - 1 | 2 de Mayo            | Ypané               | 21 de septiembre | 15:00 |
| Caaguazú         | 2 - 1 | Martín Ledesma       | Federico Llamosas   | 21 de septiembre | 15:00 |
| River Plate      | 2 - 1 | Liberación           | Jardines del Kelito | 23 de septiembre | 10:00 |
| San Lorenzo      | 1 - 2 | Fernando de la Mora  | Gunther Vogel       | 23 de septiembre | 10:00 |
| Ovetense         | 2 - 0 | General Caballero ZC | Ovetenses Unidos    | 23 de septiembre | 10:00 |
| Trinidense       | 2 - 0 | Iteño                | Martin Torres       | 23 de septiembre | 10:00 |
| Guaireña         | 0 - 0 | 3 Corrales           | Parque del Guairá   | 23 de septiembre | 10:00 |